# Kalo Chorio (Griechenland)
Kalo Chorio (griechisch Καλό Χωριό (n. sg.) ‚gutes Dorf‘) ist eine Ortsgemeinschaft im Gemeindebezirk Agios Nikolaos der gleichnamigen Gemeinde im Osten Kretas. Die Entfernung zum Zentrum von Agios Nikolaos beträgt etwa zwölf Kilometer. Im Jahr 2001 zählte die Statistik 539 Einwohner im Dorf Kalo Chorio selbst und 1.125 Einwohner in der gesamten Ortsgemeinschaft.
Im Bereich von Kalo Chorio befinden sich mehrere Badestrände, wie der Karavostasis-Strand, der Strand von Kalo Chorio und der Golden Beach in der Vulismabucht. Es gibt auch zahlreiche kleine Ausgrabungsstätten, die von der Steinzeit, über die Minoischen Zeit bis zur Römerzeit reichen, darunter Vrokastro und Priniatikos Pyrgos.

## Siedlungen und Einwohner
| Siedlung           | Einwohner (2011) | LAU-2 |
| ------------------ | ---------------- | ----- |
| Forti              | 93               | 05    |
| Istron             | 353              | 03    |
| Kalo Chorio        | 665              | 01    |
| Pyrgos             | 87               | 04    |
| Inselchen Vryonisi | 0                | 02    |